# Naxipenetretus
Naxipenetretus is een geslacht van kevers uit de familie van de loopkevers (Carabidae). De wetenschappelijke naam van het geslacht is voor het eerst geldig gepubliceerd in 1999 door Zamotajlov.

## Soorten
Het geslacht Naxipenetretus omvat de volgende soorten:
- Naxipenetretus sciakyi Zamotajlov, 1999
- Naxipenetretus trisetosus (Zamotajlov & Sciaky, 1996)